# La Brouette du vinaigrier
La Brouette du vinaigrier est un drame en trois actes et en prose de Louis-Sébastien Mercier représentée pour la première fois en 1774 au théâtre de Maestricht.

## Personnages
- Monsieur Delomer, négociant,
- Mademoiselle Delomer,
- Monsieur Jullefort, prétendu de mademoiselle Delomer,
- Dominique père, vinaigrier.
- Dominique fils,
- Monsieur Du Saphir, bijoutier.
- Domestiques.

## L’histoire
La scène est à Paris, dans la maison de M. Delomer, un riche négociant sur le point de marier sa fille, qui emploie comme commis dans ses bureaux le fils du vinaigrier, un jeune homme du nom de Dominique. Celui-ci n’a pu voir Mlle Delomer sans en devenir épris, et il lui semble que celle-ci ne le regarde pas d’un œil indifférent, lorsqu’il apprend que M. Delomer a fait choix pour sa fille unique d’un certain M. Jullefort. 
La soumission de Mlle Delomer au désir de son père étant d’ailleurs parfaite, le mariage s’accomplirait donc, si la banqueroute de l’un de ses correspondants de Hambourg n’obligeait M. Delomer à déposer son bilan. Jullefort, qui n’en voulait qu’à la dot, se retire aussitôt, et la main de Mlle Delomer se retrouve libre. Dominique fils la demanderait bien, mais il n’ose : « N’est-ce que cela lui dit Dominique père : sois tranquille, et repose-t-en sur moi : c’est moi qui la demanderai, cette belle demoiselle, et qui te réponds d’avance que M. Delomer ne te la refusera point. »
La brouette apparaît alors, et Dominique père fait sa demande. M. Delomer s’étonne un peu, mais Dominique insiste et, lui montrant son baril qui ne contient plus aujourd’hui de vinaigre, mais « trois mille sept cent soixante et dix-huit louis d’or en rouleaux bien comptés et six sacs de douze cents livres », il emporte le consentement enthousiaste du négociant ruiné.